# Saba Goglichidze
Saba Goglichidze (en géorgien : საბა გოგლიჩიძე), né le 25 juin 2004 à Koutaïssi, est un footballeur international géorgien qui évolue au poste de défenseur central à l'Udinese Calcio.

## Biographie

### Carrière en club
Né à Koutaïssi en Géorgie, Saba Goglichidze est formé par le Torpedo Koutaïssi, où il commence sa carrière professionnelle en championnat de Géorgie. Il joue son premier match avec l'équipe première du club le 7 juillet 2021.
En janvier 2024, il est transféré à l'Empoli FC en championnat d'Italie,,. Il est intégré à l'équipe première du club au début de la saison suivante, où il s'impose rapidement comme titulaire, après des prestations remarquées, telles que des clean sheets obtenus contre la Fiorentina et la Juve,,.

### Carrière en sélection
Goglichidze est international junior avec la Géorgie, jusqu'à l'équipe espoirs.
En septembre 2024, Goglichidze est convoqué pour la première fois avec l'équipe senior de Géorgie. Il honore sa première sélection le 7 septembre 2024, lors d'un match de Ligue des Nations contre la Tchéquie à domicile. Il remplace Giorgi Gvelesiani à la 88e minute, et la Géorgie s'impose 4-1.